# Douglass Watson
Larkin Douglass Watson III (Georgia, 24 de fevereiro de 1921 – Arizona, 1 de maio de 1989) foi um ator estadunidense. Ele era mais conhecido por interpretar Mac Cory na novela Another World.